# Marina Lewycka
Marina Lewycka (Kiel, 12 ottobre 1946) è una scrittrice britannica d'origine ucraina.

## Biografia
D'origini ucraine, è nata nel 1946 in un campo per rifugiati a Kiel durante la seconda guerra mondiale e vive e lavora a Sheffield.
Vittima di bullismo a scuola, ha studiato all'Università di Keele, a Londra e alla Sheffield Hallam University.
Trasferitasi in Inghilterra nel 1947, ha esordito nella narrativa a 59 anni con il romanzo Breve storia dei trattori in lingua ucraina (tradotto in 35 lingue) vendendo più di un milione di copie.

## Opere principali

### Romanzi
- Breve storia dei trattori in lingua ucraina (A Short History of Tractors in Ukrainian), Milano, Mondadori, 2005 traduzione di Luigi Maria Sponzilli ISBN 88-04-54802-9.
- Strawberry fields (Two Caravans, 2007), Milano, Mondadori, 2008 traduzione di Annamaria Biavasco e Valentina Guani ISBN 978-88-04-57712-6.
- We Are All Made of Glue (2009)
- Various Pets Alive and Dead (2012)
- The Lubetkin legacy (2016)

## Alcuni riconoscimenti
- Bollinger Everyman Wodehouse Prize: 2005 vincitrice per Breve storia dei trattori in lingua ucraina
- Booker Prize: 2005 finalista per Breve storia dei trattori in lingua ucraina
- Orange Prize: 2005 finalista per Breve storia dei trattori in lingua ucraina
- Saga Award for Wit: 2005 vincitrice per Breve storia dei trattori in lingua ucraina
- Waverton Good Read Award: 2005-2006 vincitrice per Breve storia dei trattori in lingua ucraina